# Thouet
Thouet – rzeka we Francji, przepływająca przez tereny departamentów Deux-Sèvres oraz Maine i Loara, o długości 142,2 km. Stanowi lewy dopływ rzeki Loary. 
Thouet przepływa przez miasta Parthenay, Thouars i Saumur.